# Pallarés (ganadería)
Pallarés (denominada anteriormente José Benítez-Cubero Pallarés) es una ganadería española de reses bravas fundada por José Benítez Cubero y que en la actualidad ostenta su propiedad José Benítez-Cubero Pallarés, nieto del anterior y propietario también de la ganadería que adquiriera su abuelo en el año 1935. Pasta, al igual que el hierro de Benítez Cubero, en las fincas sevillanas de “Los Ojuelos”, “El Arroyo de las Rozas” y “Dehesa El Roble”, en Marchena y Morón de la Frontera; también está inscrita en la Unión de Criadores de Toros de Lidia.

## Origen e historia de la ganadería
Tiene su origen en un lote de reses que le correspondió a María Gallardo Santos tras la división que hizo su padre Ramón Gallardo Jiménez. María Gallardo se la vendió un año después a los hermanos Quintanilla Álvarez; el año siguiente le añadieron un lote de vacas y un semental procedentes de la ganadería de Joaquín Buendía (Santa Coloma), como también otro lote de vacas de Luis Ramos Paul y una punta de Romualdo Arias de Reina. En 1960 es adquirida por José Benítez Cubero, padre de José Benítez-Cubero Pallarés; conserva sólo unas cuantas cabezas y la forma con setenta vacas y dos sementales de Benítez Cubero, y la inscribe a nombre de su esposa María Pallarés. En 1980 se anuncia con el nombre de su hijo, D. José Benítez-Cubero Pallarés, casado con Pilar Buendía Ramírez de Arellano, hija de Joaquín Buendía, reconocido ganadero de Santa Coloma y de quien provenían las viejas reses. En 1985 se lidia como Hermanos Benítez-Cubero Buendía, para desde 1995 llamarse ya simplemente Pallarés.

## Características
La ganadería está formada con toros y vacas de Encaste Hidalgo-Barquero procedentes de la ganadería de Benítez Cubero. Atienden en sus características zootécnicas a las que recoge como propias de este encaste el Ministerio del Interior:
- Son toros de formato grande, alcanzando pesos superiores a la media de la raza. Presentan perfiles rectos o subconvexos. Son altos de agujas, con el tronco cilíndrico y alargado, con costillares muy arqueados.[8]
- Presentan cabeza voluminosa, con encornaduras muy gruesas en su base y que alcanzan buen grado de desarrollo. Su tipo es basto y tienen las extremidades alargadas.
- Las pintas características son berrendas (en negro, en colorado y en castaño) del tipo aparejado y con frecuencia alunarado. Además presentan pintas negras, coloradas, castañas, tostadas y cárdenas. Entre los accidentales se incluye, asimismo, la presencia del bragado, meano, listón, mulato y chorreado.[9]

Aunque el encaste Hidalgo Barquero es mayoritario, queda un reducto de sangre santacolomeña en la línea de Joaquín Buendía, mayoritaria en el encaste Santa Coloma, por lo que es frecuente encontrar reses con pintas cárdenas en todas sus variantes y negras, habiendo en menor medida pintas tostadas y berrendas en negro y cárdeno. Estos pelajes suelen ir acompañados de una amplia variedad de accidentales; el comportamiento de los toros de Pallarés suele ser más completo, introduciendo bravura y nobleza a la vez.